# Pergalumna fastigata
Pergalumna fastigata är en kvalsterart som beskrevs av Sandór Mahunka 1996. Pergalumna fastigata ingår i släktet Pergalumna och familjen Galumnidae. Inga underarter finns listade i Catalogue of Life.